# Nima Arkani-Hamed
Nima Arkani-Hamed (ur. 5 kwietnia 1972 w Houston) – amerykański fizyk teoretyczny pochodzenia irańskiego; pracownik Institute for Advanced Study (IAS) w Princeton. 

## Życiorys
Zajmował się m.in. teorią cząstek elementarnych – w tym teorią strun – oraz kosmologią. Laureat prestiżowych nagród jak:
- Nagroda Fizyki Fundamentalnej (2012);
- Nagroda Sakurai przyznawana przez Amerykańskie Towarzystwo Fizyczne (APS) teoretykom cząstek elementarnych (2022)[4].